# Cinetus alce
Cinetus alce är en stekelart som beskrevs av Nixon 1957. Cinetus alce ingår i släktet Cinetus, och familjen hyllhornsteklar. Arten är reproducerande i Sverige.